# Nowhere (película de 2002)
Nowhere es una coproducción ítalohispanaargentina dirigida por Luis Sepúlveda y protagonizada por Jorge Perugorría, Leonardo Sbaraglia y Luigi Maria Burruano. Fue estrenada el 17 de mayo de 2002 en España.

## Sinopsis
Años 80. En un país de Latinoamérica, su dictador ha ideado un plan siniestro para justificar la permanencia del ejército en el poder. Sus servicios secretos secuestran a un grupo de opositores en el que se encuentran un estudiante aficionado al boxeo, un cocinero homosexual, un profesor desilusionado, un obrero amante del bolero y un barbero que prefiere el tango.

## Reparto
- Jorge Perugorría como Pedro Riquelme
- Leonardo Sbaraglia como Paolo Brandi
- Luigi Maria Burruano como Salomon Goldman
- Fernando Guillén Cuervo como Benavente
- Laura Mañá como Edelmira
- Ángela Molina
- Harvey Keitel
- Caterina Murino como Mujer de los sueños
- Manuel Bandera como Ricardo Glenz
- Miquel Bordoy
- Ariel Casas como Sgt. Pérez
- Oscar Castro como Sargento Mamani
- Patricio Contreras como Dictator
- Daniel Fanego como Aurelio Gonzales
- Andrea Prodan como Rodrigo Hidalgo
- Martín Seefeld como Espinoza
- Antonio Ugo como Moren
- Roberto Vallejos como Alberto (soldado)
- Piero Verzello
- Castro Guillermo Enrique como Soldado Asesino